# Ortega (Colombia)
Ortega är en ort i Colombia. Den ligger i departementet Tolima, i den centrala delen av landet, 150 km sydväst om huvudstaden Bogotá. Ortega ligger 393 meter över havet och antalet invånare är 6 871.
Terrängen runt Ortega är kuperad åt nordväst, men åt sydost är den platt. Runt Ortega är det ganska glesbefolkat, med 48 invånare per kvadratkilometer. Ortega är det största samhället i trakten. Omgivningarna runt Ortega är en mosaik av jordbruksmark och naturlig växtlighet.